# Vencer la culpa
Vencer la culpa (lit. Vencer a Culpa) é uma telenovela mexicana produzida por Rosy Ocampo para a TelevisaUnivision e exibida pelo Las Estrellas de 26 de junho a 13 de outubro de 2023, substituindo Pienso en ti e sendo substituida Golpe de suerte. É a quinta produção da franquia "Vencer".
É protagonizada por Claudia Martín, Gabriela de la Garza, Matías Novoa, María Sorté, Carlos Ferro e Romina Poza e antagonizada por Gabriel Soto, Ingrid Martz, Roberto Ballesteros, Luis Gatica, Mónica Ayos, Sachi Tamashiro, Haydée Navarra, José Ángel Bichir e Ignacio Rivapalacio e os primeiros atores Juan Carlos Barreto, Helena Rojo e Pedro Mira e tem atuações estelares de Paulina Treviño, Pablo Perroni e Manuela Imaz.

## Sinopse
"Vencer a culpa" retrata a vida de quatro mulheres: Paloma (Claudia Martín), Manuela (Gabriela de la Garza), Amanda (María Sorté) e Yaneli (Romina Poza), cujos destinos se entrelaçam quando uma jovem que não conheciam a fundo desaparece misteriosamente, além de superar a culpa por tal evento e por outros motivos.
Manuela é uma mãe solteira que "quebrou a alma" para criar sua única filha. Isso a obriga a trabalhar em três empregos, mas ela se sente culpada por não conseguir acompanhar o desenvolvimento da filha, por esconder dela quem é seu pai e por não ter lhe dado uma figura paterna. Mas o destino a unirá novamente a Leandro (Gabriel Soto), seu ex-namorado e pai de sua filha. Porém, Manuela encontrará outra oportunidade apaixonada por Pablo (Matías Novoa), que carrega consigo a própria culpa pelo desaparecimento do filho mais velho.
Amanda é uma mulher de alto nível socioeconômico, montou sua pequena empresa de produtos para animais de estimação após se divorciar de Everardo (Roberto Ballesteros), pai de seus filhos e quem quer que fosse seu marido, encerrando um casamento de 40 anos, do qual ela se sente culpada. ante a pressão de seus filhos para romper com um "casamento perfeito", de ter silenciado anos de maus-tratos e violência.
Paloma é uma simpática designer digital com muita sorte no trabalho, mas sendo filha única de Octavio (Luis Gatica) e Adela (Mónica Ayos), sente-se culpada por não conseguir separar-se dos pais para viver sozinha e por fazendo a escolha errada de seus parceiros, a ponto de afugentá-los sem nenhuma explicação.
E Yaneli, uma menina de baixa renda, alegre e superinteligente que estuda em um colégio particular graças ao apoio financeiro do irmão. Sente-se culpado por não atender às expectativas do irmão, também porque o viu brigar e maltratar Dulce (Jesusa Ochoa) e não sabe se deve denunciá-lo ou ficar calado.
Dias depois, Dulce desaparece e Yaneli atormentada pela dúvida de que seu irmão tenha feito algo errado, ela decide investigar e assim conhece Paloma, Manuela e Amanda, que se unem para procurar a garota, sem imaginar que devem superar vários obstáculos. para encontrar a garota, resolver o mistério e ao longo de sua aventura em busca de Dulce, elas constroem uma sólida amizade que ajudará cada uma a enfrentar e superar sua própria culpa para que juntas descubram que a sororidade é sua maior força.

## Elenco
- Claudia Martín - Paloma Gallardo Rivera
- Gabriela de la Garza - Manuela Román Landeros
- Gabriel Soto - Leandro Govea Cardenal
- Matías Novoa - Pablo Córdoba
- María Sorté - Amanda Cardenal de Govea
- Carlos Ferro - Franco Beltrán
- Juan Carlos Barreto - Enrique Ortega
- Ingrid Martz - Carmina Gaytán de Córdoba
- Helena Rojo - Ángeles Román Landeros
- Roberto Ballesteros - Everardo Govea
- Romina Poza - Yaneli Serrano López
- Jesusa Ochoa Leñero - Dulce Ventura Chávez
- Sammy Schoulund - Julieta Román Landeros / Julieta Govea Román
- Luis Gatica - Octavio Gallardo
- Manuela Imaz - Lorena Bastarrechea de Govea
- Mónica Ayos - Adela Rivera de Gallardo
- Pablo Perroni - Ricardo "Ricky" Landeros
- Sachi Tamashiro - Susana Ortega
- Haydee Navarra - Nancy Gaytán
- Paulina Treviño - Tamara Govea Cardenal de Alcaraz
- Deicardi Díaz - Genaro Serrano López
- Fátima Nicole - Susan "Susy"
- Astrid Romo - Victoria "Vicky" Flores
- Mariana Cabrera - Dolores "Tolita"
- José Ángel Bichir - Nicolás Alcaraz
- Pedro Mira - David Montiel
- Héctor Salas - Pablo "Pablito" Córdoba Gaytán
- Nacho Tahhan - Walter Rossi
- Max Uribe - Luis Felipe Govea Bastarrechea
- Íker Vallin - Andrés "Andy" Ortega
- Santiago Beltrán - Valentino Govea Bastarrechea
- Isabella Vasquez - Eva Alcaraz Govea
- Checo Perezcuadra - Iñigo Alcaraz Govea
- Mauricio Llera - Ignacio Ortega
- Ignacio Riva Palacios - Obregón
- Ricardo Baranda - Edgar Zúñiga
- Germán Martínez - Axel Zúñiga
- Simone Mateos - Regina "Regi"
- Renata Tello - Berni
- Yosef Torres - Damián Córdoba Gaytán
- Carlos Orozco Plascencia - Carlos
- Lola de Juambelz - Víctor Serrano López
- Ivonne Ley - Beatriz "Betty" de Serrano
- Natalia Madera - Cecilia
- Dulce - Brisa Portugal
- Renata Chacón
- Ariadne Díaz - Julia Miranda Chávez
- Arcelia Ramírez - Inés Bracho
- Beatriz Moreno - Efigenia "Doña Efi" Cruz
- Beng Zeng - Marco Arizpe "La Liendre"
- María Perroni Garza - María del Rayo "Rayo" Funes Rojo
- Mariluz Bermúdez - Ana Sofia "Ana Sofí" Ordax
- Ale Müller - Manuela Román Landeros (joven)
- Lambda García - Leandro Govea Cardenal (joven)
- Arianna Valh - Manuela Román Landeros (adolescente)

## Produção
Em outubro de 2022, Rosy Ocampo anunciou que uma quinta série para o Vencer estava em desenvolvimento. Em 4 de novembro de 2022, foi anunciado que Vencer la culpa seria o título da série. Ao longo do final de março e início de abril, Ocampo revelou o elenco e os personagens por meio de suas contas nas redes sociais. As filmagens começaram em 14 de abril de 2023.

## Audiência
| Horário               | # Eps. | Estreia             | Estreia           | Final                 | Final           | Posição | Temporada | Classificação geral |
| Horário               | # Eps. | Data                | Primeiro capítulo | Data                  | Último capítulo | Posição | Temporada | Classificação geral |
| --------------------- | ------ | ------------------- | ----------------- | --------------------- | --------------- | ------- | --------- | ------------------- |
| Segunda – Sexta 20h30 | 80     | 26 de junho de 2023 | 2.8*              | 13 de outubro de 2023 | 3.3             | #1      | 2023      | 2.8                 |

* Teve um alcance de 5.6 milhões de telespectadores.